# Rivadavia (departement van Santiago del Estero)
Rivadavia is een departement in de Argentijnse provincie Santiago del Estero. Het departement (Spaans:  departamento) heeft een oppervlakte van 3.402 km² en telt 4.916 inwoners.

## Plaatsen in departement Rivadavia
- Colonia Alpina
- Palo Negro
- Selva